# PG(3,2)

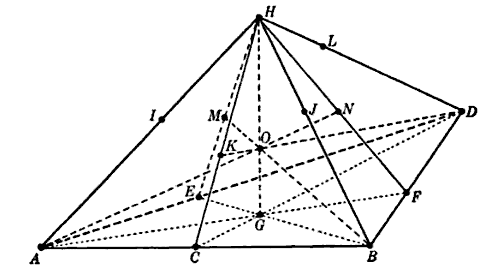
PG(3,2), нарисованный в виде тетраэдра (см. текст)

PG(3,2) — это наименьшее трёхмерное проективное пространство, которое можно рассматривать как расширение плоскости Фано.
Пространство имеет 15 точек, 35 прямых и 15 плоскостей.  Оно имеет также следующие свойства:
- Каждая точка принадлежит 7 прямым и 7 плоскостям
- Каждая прямая содержится в 3 плоскостях и содержит 3 точки
- Каждая плоскость содержит 7 точек и 7 прямых
- Каждая плоскость изоморфна плоскости Фано
- Любая пара различных плоскостей пересекаются по прямой
- Прямая и плоскость, не содержащая прямую, имеют в точности одну общую точку

## Построение изK6
Возьмём полный граф K6. Он имеет 15 рёбер, 15 совершенных паросочетаний и 20 треугольников. Создадим точку для каждого из 15 рёбер и ребро для каждого из 20 треугольников и 15 сочетаний. Структура инцидентности между каждым треугольником или сочетанием (прямой) к их составляющим рёбрам (точкам), порождает PG(3,2).

## Построение из плоскостей Фано
Возьмём плоскость Фано и используем все 5040 перестановок её 7 точек. Отбросим дублирование плоскостей, чтобы получить набор из 30 различных плоскостей Фано. Выберем любые 30 и возьмём другие 14, которые имеют в точности одну общую прямую с первым набором, не 0 и не 3. Структура инцидентности между 1+14 = 15 плоскостями и 35 треугольниками, которые попарно перекрывают, порождает PG(3,2).

## Рисунок в виде тетраэдра
PG(3,2) можно представить как тетраэдр. 15 точек соответствуют 4 вершинам + 6 серединам рёбер + 4 центрам граней + 1 центру тела. 35 прямых соответствуют 6 рёбрам + 12 медианам граней + 4 вписанным окружностям граней + 4 высоты на грань из противоположной вершины + 3 прямые, соединяющие средние точки противоположных рёбер + 6 эллипсов, соединяющих середину каждого ребра с его центрами несоседних граней. 15 плоскостей состоят из 4 граней + 6 «средних» плоскостей, соединяющих каждое ребро с серединой противоположного ребра + 4 «конуса», соединяющих каждую вершину со вписанной окружностью противоположной грани + одна «сфера» с 6 центрами рёбер и центром тела.

## Квадратное представление

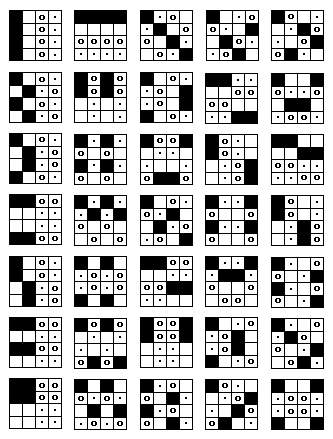
Квадратная модель 3-мерного пространства Фано

35 прямые могут быть представлены как биекция с 35 способами разбиения 4x4 решётки на 4 области по 4 ячейки в каждой, если решётка представляет аффинное пространство, а области являются 4 параллельными плоскостями.
Блок-дизайн 3-(16,4,1) имеет 140 блоков размера 4 на 16 точках, так что каждая тройка точек покрыта ровно один раз. Выберем любую отдельную точку, возьмём 35 блоков, содержащих эту точку и удалим точку. 35 оставшихся блоков размера 3 образуют PG(3,2) на 15 оставшихся точках.

## Задача Киркмана о школьницах
PG(3,2) возникает в некоторых решениях задачи Киркмана о школьницах. Два неизоморфных решения этой задачи могут быть вложены как структуры в 3-мерное пространство Фано. В частности, расслоение PG(3,2) является разложением точек на непересекающися прямые и соответствует распределению девочек (точек) на непересекающиеся строки (прямые) для одного дня задачи Киркмана о школьницах. Есть 56 различных расслоений по 5 прямых в каждом. Упаковка PG(3,2) — это разбиение 35 прямых на 7 непересекающихся слоёв по 5 прямых в каждом слое и оно соответствует решению для всех семи дней. Имеется 240 упаковок PG(3,2), которые распадаются на два класса смежности по 120 упаковок под действием PGL(4,2) (группы коллинеаций пространства). Коллинеации переставляют эти два класса.

## Кружевной рисунок

Кружевной рисунок. Он используется также для представления сильно регулярного графа srg(15,6,1,3), нарисованного с наложением рёбер.

Кружевной рисунок, часто используемый для представления обобщённого четырёхугольника GQ(2,2), используется также и для представления  PG(3,2).

## Автоморфизмы
Группа автоморфизмов пространства PG(3,2) отображает прямые в прямые. Число автоморфизмов определяется числом способов выбора 4 некопланарных точек. Это приводит к 15⋅14⋅12⋅8 = 20160 = 8!/2. Оказывается, что группа автоморфизмов PG(3,2) изоморфна знакопеременной группе на 8 элементах A8.

## Координаты
Известно, что PG(n,2) может быть задано в виде координат с (GF(2))n + 1, то есть битовой строкой длины n + 1. PG(3,2) может быть представлена в виде координат с 4-битными строками. Обычным отображением для вершин является отображение, в котором строки имеют вес Хэмминга 1, такие как 0001, 0010 и так далее, другие точки получаются операцией XOR. Тогда середины рёбер имеют вес Хэмминга 2, центры граней имеют вес Хэмминга 3, а центр тела имеет вес Хэмминга 4.
Кроме того, прямым, соединяющим точки {\displaystyle (a_{1},a_{2},a_{3},a_{4})} и {\displaystyle (b_{1},b_{2},b_{3},b_{4})}, могут быть естественным образом  назначены плюккеровы координаты {\displaystyle (p_{12},p_{13},p_{14},p_{23},p_{24},p_{34})}, где {\displaystyle p_{ij}=a_{i}b_{j}-a_{j}b_{i}}, а координаты прямой удовлетворяют условию {\displaystyle p_{12}p_{34}+p_{13}p_{24}+p_{14}p_{23}=0}. Каждая прямая в проективном 3-мерном пространстве тогда имеет шесть координат и она может быть представлена как точка в проективном 5-мерном пространстве. Точки лежат на поверхности {\displaystyle p_{12}p_{34}+p_{13}p_{24}+p_{14}p_{23}=0}.